# Hemiauchenia
Hemiauchenia is een geslacht van uitgestorven kameelachtigen van het Amerikaanse continent, dat ongeveer 10 miljoen jaar geleden in Noord-Amerika in het Mioceen ontstond. Dit geslacht diversifieerde en verhuisde ongeveer drie tot twee miljoen jaar geleden naar Zuid-Amerika tijdens het Laat-Plioceen, als onderdeel van de Great American Biotic Interchange. Het geslacht stierf uit aan het einde van het Pleistoceen. Het geslacht omvat als enige soort Hemiauchenia macrocephala. De geslachtsnaam is afgeleid van het Oudgrieks: ἡμι- (hēmi-, 'half'-) en αὐχήν (auchēn, 'nek').
Kamelen zijn in Noord-Amerika ontstaan en van daar uit naar Zuid-Amerika en de Oude Wereld getrokken. Tot de kameelachtigen die naar het zuiden trokken en zich daar verder ontwikkelden tot de lama's, behoorde onder het andere Hemiauchenia. Dit dier was honderdtachtig centimeter hoog en woog circa negentig kilogram. Deze kameelachtige werd gekenmerkt door de lange poten en de lange nek.

## Verspreiding

### Noord-Amerikaanse fossielen
Overblijfselen van deze soorten zijn gevonden op verschillende locaties in Noord-Amerika, waaronder Florida, Texas, Kansas, Nebraska, Arizona, Mexico, Californië, Oklahoma, New Mexico, Oregon, Colorado en Washington. Hemiauchenia macrocephala was wijd verspreid in Noord- en Midden-Amerika, waarbij Hemiauchenia vera bekend was uit het westen van de Verenigde Staten en het noorden van Mexico. Hemiauchenia minima is gevonden in Florida en Hemiauchenia guanajuatensis in Mexico.

### Zuid-Amerikaanse fossielen
Fossielen van Hemiauchenia in Zuid-Amerika zijn beperkt tot het Pleistoceen en zijn gevonden in de Luján- en Agua Blanca-formaties van de provincie Buenos Aires en de provincie Córdoba van Argentinië, de Tarija-formatie van Bolivia, Pilauco van Osorno (Los Lagos), Chili en Paraíba, Ceará, en de Touro Passo-formatie van Rio Grande do Sul van Brazilië.